# Marilisa Boehm
Marilisa Boehm (Joinville, 16 de dezembro de 1964), também conhecida como Delegada Marilisa, é uma delegada de polícia e política brasileira. Filiada ao Partido Liberal (PL), é a vice-governadora do estado de Santa Catarina.

## Biografia
Na década de 1990, Marilisa fundou a Delegacia da Mulher em Joinville onde posteriormente teria sido nomeada Delegada Regional da cidade sendo a primeira mulher comandante da Polícia Civil. 
Na política, já se candidatou três vezes. A primeira vez foi em 2012, para o cargo de vereadora de Joinville, pelo Partido Social Democrático (PSD). Em 2016, foi candidata a vice-prefeita pelo Partido da Social Democracia Brasileira (PSDB) na chapa de Marco Tebaldi, também do mesmo partido. Em 2018, concorreu ao cargo de deputada estadual pelo Podemos.
Nas eleições de 2022, foi convidada a ser vice-governadora na chapa de Jorginho Mello (PL); ambos foram eleitos no segundo turno com 2.983.949 votos (70,69% dos votos válidos).

## Desempenho eleitoral
| Ano  | Eleição                    | Partido | Cargo                                         | Votos     | %                 | Resultado  | Ref   |
| ---- | -------------------------- | ------- | --------------------------------------------- | --------- | ----------------- | ---------- | ----- |
| 2012 | Municipal de Joinville     | PSD     | Vereadora                                     | 3.475     | 1,19%             | Não eleita | [ 5 ] |
| 2016 | Municipal de Joinville     | PSDB    | Vice-prefeita Titular: Marco Tebaldi (PSDB)   | 42.058    | 13,75%            | Não eleita | [ 6 ] |
| 2018 | Estadual de Santa Catarina | PODE    | Deputada Estadual                             | 8.559     | 0,23%             | Não eleita | [ 7 ] |
| 2022 | Estadual de Santa Catarina | PL      | Vice-governadora Titular: Jorginho Mello (PL) | 1.575.912 | 38,61% (1º Turno) | Eleita     | [ 8 ] |
| 2022 | Estadual de Santa Catarina | PL      | Vice-governadora Titular: Jorginho Mello (PL) | 2.983.949 | 70,69% (2º Turno) |            | [ 8 ] |